# Чівас США
Чівас США або Чивас США (англ. Club Deportivo Chivas USA) — професіональний футбольний клуб з Лос-Анджелеса (США), що грав у Major League Soccer — найвищому футбольному дивізіоні США і Канади. Клуб було створено у серпні 2004 року, а з сезону 2005 року він почав виступати у чемпіонаті. Власником команди був мексиканський мільярдер Хорхе Вергара і за його наміром «Чівас США» мав бути дочірнім клубом найпопулярнішого мексиканського клубу «Депортиво Гвадалахара». Канзас-Сіті був чемпіоном МЛС 2008 року і тричі вигравав Supporters' Shield — нагороду для переможця регулярного чемпіонату. Назва «Чівас» (від ісп. Chiva — козел) є прізвиськом саме «Депортиво Гвадалахара» і була обрана для назви клубу МЛС.
Чівас США провів у МЛС 10 сезонів і по закінченні сезону 2014 року команда була розформована за рішенням ліги. Найбільш успішними сезонами клубу були 2007 і 2008, коли Чівас займав 1-е і 2-е місце у Західній конференції за підсумками регулярного чемпіонату. Грав у Лізі чемпіонів КОНКАКАФ у сезоні 2008—2009.
Домашні матчі проводив на «СтабХаб Центр», який розташований у Карсоні — передмісті Лос-Анджелеса.

### Результати за роками
| Рік  | Регулярний сезон     | Плей-оф              | Відкритий Кубок США | Ліга чемпіонів КОНКАКАФ |
| ---- | -------------------- | -------------------- | ------------------- | ----------------------- |
| 2005 | 6-е, Захід (4–22–6)  | Не кваліфікувався    | 4-й раунд           | Не кваліфікувався       |
| 2006 | 3-є, Захід (10–9–13) | Півфінал конференції | 1/8                 | Не кваліфікувався       |
| 2007 | 1-е Захід (15–7–8)   | Півфінал конференції | 1/8                 | Не кваліфікувався       |
| 2008 | 2-е, Захід (12–11–7) | Півфінал конференції | 1/8                 | Не кваліфікувався       |
| 2009 | 4-е, Захід (13–11–6) | Півфінал конференції | 1/8                 | Попередній раунд        |
| 2010 | 8-е, Захід (8–18–4)  | Не кваліфікувався    | Півфінал            | Не кваліфікувався       |
| 2011 | 8-е, Захід (8–14–12) | Не кваліфікувався    | Не кваліфікувався   | Не кваліфікувався       |
| 2012 | 9-е, Захід (7–18–9)  | Не кваліфікувався    | Півфінал            | Не кваліфікувався       |
| 2013 | 9-е, Захід (6–20–8)  | Не кваліфікувався    | 4-й раунд           | Не кваліфікувався       |
| 2014 | 7-е, Захід (9–19–6)  | Не кваліфікувався    | 4-й раунд           | Не кваліфікувався       |